# Stegprothese

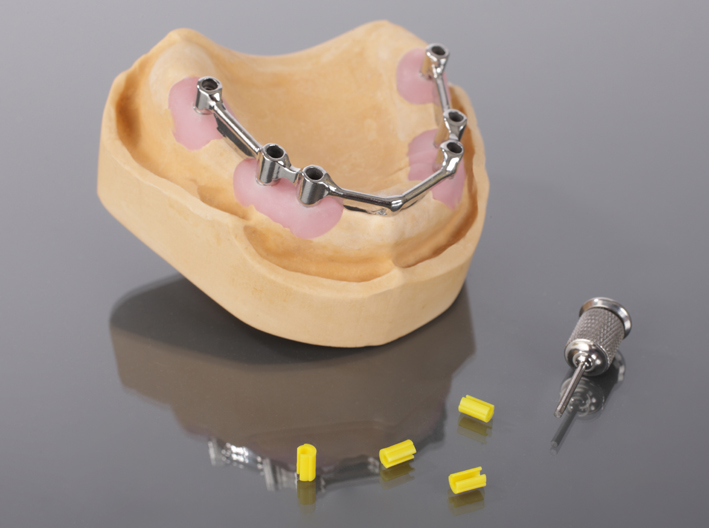
Stegkonstruktion auf Implantaten im Oberkiefer zur Aufnahme einer Prothese

Eine Stegprothese ist eine Teilprothese, die an einem Steg befestigt ist. Der Steg hat eine Halte- und Stützfunktion und einen runden oder rechteckigen Querschnitt. Der Steg verblockt zwei Zähne oder Implantate. Der Steg kann an Wurzelkappen, Ankerkronen oder Suprastrukturen bei Zahnimplantaten angelasert oder angelötet werden. Es können mehrere solche Stege miteinander verbunden werden.  Stegprothesen sind herausnehmbare Prothesen, die auch mittels Riegeln fixiert werden können. Sie fallen unter die Kategorie kombinierter Zahnersatz, da ein Teil der prothetischen Versorgung fest im Mund verankert ist und der andere Teil (mit Metallbasis und Halteelementen) herausnehmbar ist.
Für einen Steg müssen mindestens zwei Zähne beschliffen und überkront werden oder er wird zwischen zwei Implantaten eingebaut. Die Kronen sind durch den Steg verbunden und werden im Mund dauerhaft einzementiert. In die Prothese ist eine Matrize integriert und kann zur Erhöhung der Bruchfestigkeit mit einer Metallverstärkung versehen werden. Der Halt der Prothese auf dem Steg erfolgt je nach Profil des Steges durch Reibung oder Verkeilung. In die Prothesenbasis wird ein passender Stegreiter eingearbeitet. Dadurch wird eine scharnierartige Verbindung zwischen dem Steg und der Prothese ermöglicht.

## Herstellung
Nach Abformung der beschliffenen Zähne zur Aufnahme der Kronen-/Stegkonstruktion erfolgt die Anfertigung im zahntechnischen Labor. Zwischenschritte für die Kieferrelationsbestimmung, für die Kontrolle der Stellung der Kiefer zueinander, für die Kontrolle der Passgenauigkeit und für die Funktionsfähigkeit des Steges sind erforderlich. Die Auswahl des Steges ist abhängig von der Restbezahnung. Als Material kommen Gold-, Platin- oder Nichtedelmetalllegierungen zur Anwendung.  Die Matrizen können aus Metall oder Kunststoff (Bredent-System) bestehen.

## Dolder-Steg
Das Dolder-Steggelenk ist ein Verankerungselement, das drei Freiheitsgrade, Translations- und Rotationsbewegungen ermöglicht. Der Steg ist eiförmig und gestattet einen Resilienzausgleich. Die Abstützung und der Halt erfolgt überwiegend durch vom Zahnfleisch getragenem Zahnersatz (gingivale Abstützung). Beim Steggelenk nach Dolder besteht zwischen dem Steg mit ovalem Querschnitt und dem Reiter – in Ruhelage der Prothese – ein Resilienzspielraum von 0,5–1 mm. Dieser Abstand verringert sich mit zunehmendem Kaudruck durch das Nachgeben der Gingiva, bis die Belastung zu einer parodontalen Belastung (Auffangen der Kaukräfte durch die Zähne) übergeht.

## Stegkonstruktion nach Zimmermann
Die "Stegkonstruktion nach Zimmermann" (nach ZTM Suzanne Zimmermann von 2010) ist eine Konstruktion, die durch ihren stabilen und rechteckig gestalteten Steg mit ca. 4 × 3 mm (dies variiert je nach Platzverhältnis), dem Patienten von vornherein ein Sicherheits- und Stabilitätsempfinden verleiht, ohne dass der Patient ein "Wackeln" der Prothese spürt, da Freiheitsgrade weitestgehend vermieden werden. Somit empfindet der Patient diese Stegkonstruktion eher als seine eigenen Zähne, ähnlich wie bei einer festsitzenden Brücke. Da hier für den Halt TK-Snap Konfektionsteile (der Firma Si-Tec) verwendet werden, die von horizontal auf den vertikalen Steg treffen, werden die Abzugskräfte bestmöglich genutzt. Ein weiterer Vorteil des Steges nach Zimmermann besteht darin, dass die TK-Snap Friktionselemente in konfektionierten Aufnahmekästchen in der Prothese sitzen und somit einfach entfernt werden können und bei Verschleiß wieder genormt in die exakte Position eingesetzt werden können, was bei anderen Stegkonstruktionen oftmals eine Herausforderung darstellt, die Friktionselemente richtig zu positionieren. Zudem kommt bei korrekter Herstellungsweise des Steges, dass der Patient beim Einsetzen der Prothese ein leises Einrasten bzw. Klicken hört und dies ihm bestätigt, dass die Prothese in richtiger Position auf dem Kieferkamm sitzt.

## Implantatgestützte Stegprothesen
Stegprothesen können an mindestens zwei Implantaten befestigt werden. Sie werden vorwiegend bei zahnlosen Patienten mit abgebautem Kieferknochen verwendet. Bei Verwendung  von vier Implantaten ist die Funktionsdauer der Implantate besser gewährleistet. Idealerweise werden die Implantate im Unterkiefer interforaminär verteilt, d. h. im frontalen Kieferbereich zwischen den beiden Foramina mentalia, wodurch eine Verletzung des Nervus mandibularis sicher vermieden wird. Sollte eine Restbezahnung vorhanden sein, kann diese einbezogen werden. Eine Verbindung von noch vorhandenen natürlichen Zähnen mit der implantatgestützten Stegprothese ist dabei nicht zwingend.

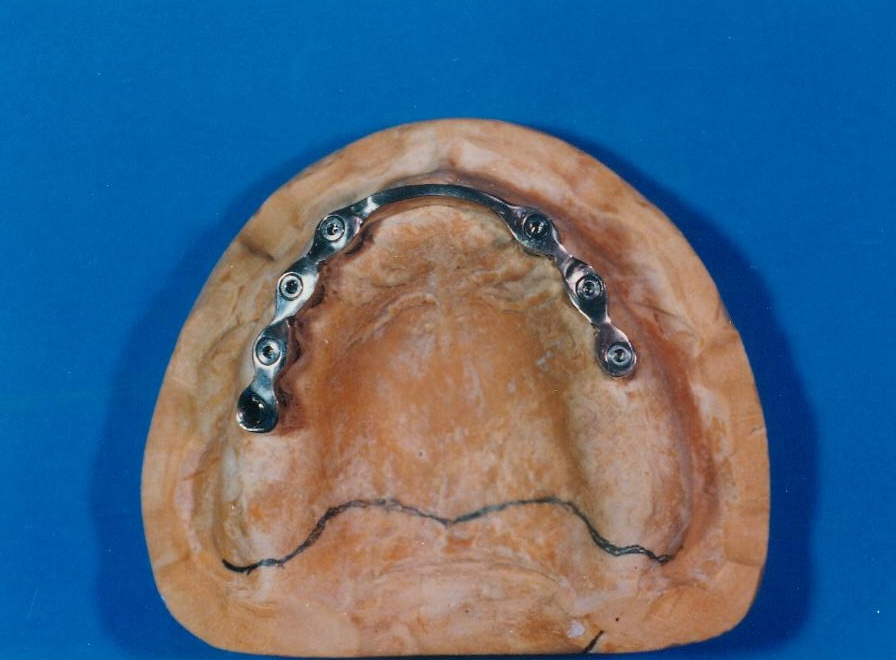
Steggerüst auf Implantaten, Oberkiefer-Gipsmodell
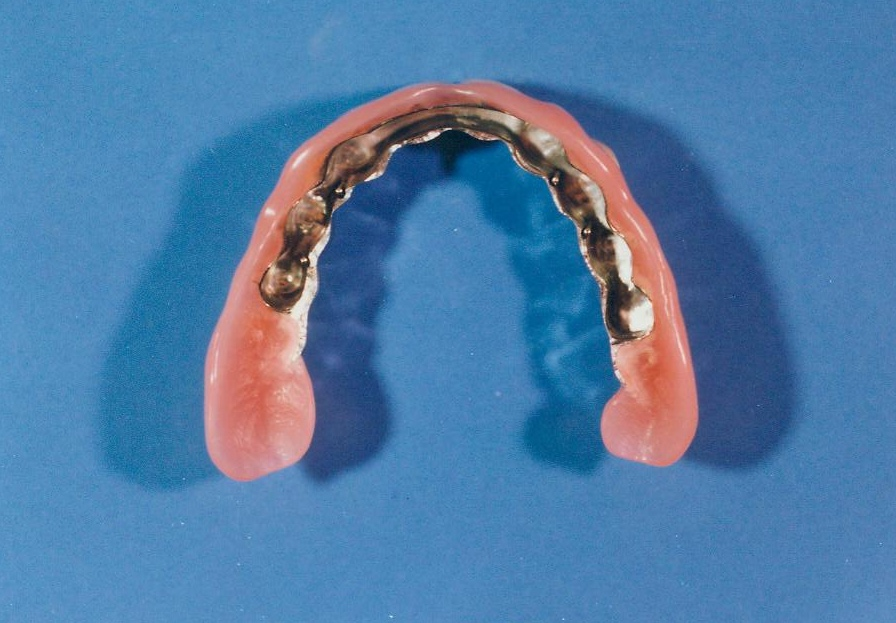
Prothese mit Sekundärkonstruktion
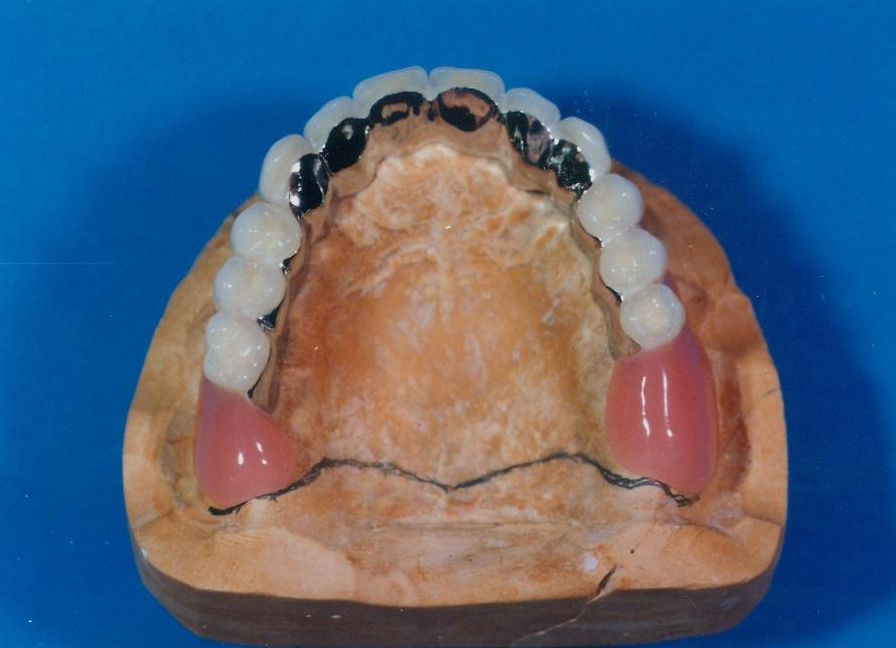
Prothese über der Stegkonstruktion eingesetzt
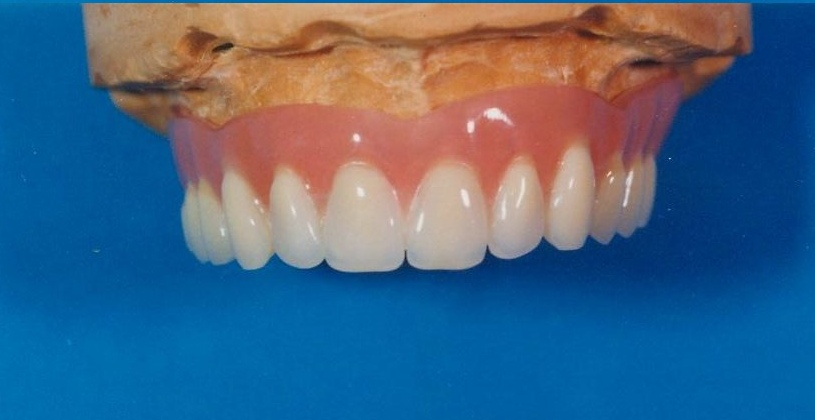
Frontansicht des Zahnersatzes
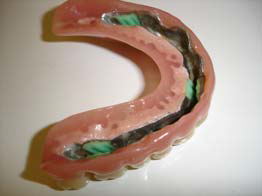
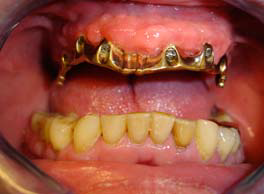

## Vorteile
- Stegverblockte Implantate sind sofort (ohne die Osseointegration abzuwarten) mit Zahnersatz zu versorgen
- Bei parodontal geschwächten Zähnen wird durch Verkleinerung des Hebelarms die Wurzelbelastung verringert
- Es besteht ein fester Halt der abnehmbaren Prothese durch Klemmwirkung des Reiters
- Stegprothesen werden durch die Stege sehr stabil.
- Bei der Verwendung einer Metallbasis in der Prothese kann auf eine Gaumenplatte verzichtet werden.
- Stegprothesen können grazil gestaltet werden und bieten somit einen hohen Tragekomfort.

## Nachteile
- Es besteht eine erschwerte Mundhygiene unterhalb des Stegs.
- Die Kosten sind durch die Implantatversorgung erhöht
- Speisereste unter der Prothese sind nicht untypisch
- Verschleiß der Stegreiter, dadurch im Zeitverlauf Lockerung des Prothesenhalts
- Implantate sind bei nicht spannungsfrei sitzendem Steg durch Periimplantitis, Schraubenlockerung oder Implantatbruch gefährdet.

## Prognose
Stegprothesen sind eine zuverlässige Form des Zahnersatzes für stark reduzierte Gebisse. Besonders unter Verwendung von Implantaten kann eine langfristige Versorgung gewährleistet werden.